# Mariam Raguimovi
Mariam Raguimovi (en georgiano: მარიამ Რაგიმოვი; Jashuri, 2006) es una deportista georgiana que compite en gimnasia en la modalidad de trampolín.
Ganó una medalla de bronce en el Campeonato Mundial de Gimnasia en Trampolín de 2023 y dos medallas en el Campeonato Europeo de Gimnasia en Trampolín de 2024.

## Palmarés internacional
| Campeonato Mundial | Campeonato Mundial       | Campeonato Mundial | Campeonato Mundial |
| Año                | Lugar                    | Medalla            | Prueba             |
| ------------------ | ------------------------ | ------------------ | ------------------ |
| 2023               | Birmingham (Reino Unido) | Medalla de bronce  | Equipo             |
| Campeonato Europeo |                          |                    |                    |
| Año                | Lugar                    | Medalla            | Prueba             |
| 2024               | Guimarães (Portugal)     | Medalla de plata   | Equipo             |
| 2024               | Guimarães (Portugal)     | Medalla de bronce  | Sincronizado       |